# Vojimir
Vojimir je moško osebno ime.

## Izvor imena
Ime Vojmir je različica moškega osebnega imena Vojko.

## Pogostost imena
Po podatkih Statističnega urada Republike Slovenije je bilo na dan 31. decembra 2007 v Sloveniji število moških oseb z imenom Vojimir manjše kot 5 ali pa se to ime med moškimi imeni sploh ne pojavlja.

## Osebni praznik
V koledarju je ime Vojimir zapisano pri imenu Vojko.